# Комашниця вохриста
Кома́шниця вохриста (Certhidea olivacea) — вид горобцеподібних птахів родини саякових (Thraupidae). Ендемік Галапагоських островів. Раніше вохриста комашниця вважалася конспецифічною з сірою комашницею, однак низка молекулярно-філогенетичних досліджень показали, що ці два види розділилися від 1,5 до 2 млн років тому, а можливо, навіть і раніше. Коли Дарвін отримав зразок цього виду у 1835 році, під час своєї знаменитої подорожі, він помилково відніс його до родини воловоочкових, однак при поверненні до Англії у 1837 році орнітолог Джон Гульд відніс вохристу комашницю до родини в'юркових.

## Опис
Вохриста комашниця є найменшим представником "в'юрків Дарвіна", її довжина становить 10 см, а вага 8 г. Забарвлення переважно оливково-зелене, дзьоб вузький, гострий. У самців під час сезону розмноження на горлі є характерні червонуваті плями. Вохристим комашницям притаманний характерний, мелодійний спів.

## Поширення і екологія
Вохристі комашниці мешкають на островах Сантьяґо, Рабіда, Пінсон, Бальтра, Ісабела, Фернандіна і Санта-Крус. Вони живуть в сухих тропічним лісах, вологих гірських тропічних лісах і в сухих чагарникових заростях Scalesia, переважно на висоті від 300 до 700 м над рівнем моря. Живляться комахами і павуками, яких шукають серед моху і листя та під корою або іноді ловлять в польоті. Вохристі комашниці є моногамними птахами. Гніздо невелике, куполоподібне з бічним входом. В кладці 3 яйця, інкубаційний період триває 12 днів, насиджує лише самиця. Пташенята покидають гніздо через 2 тижні після вилуплення. 

## Збереження
МСОП класифікує цей вид як вразливий. Незважаючи на те, що вохристі комашниці є досить поширеним видом в межах свого ареалу, їм загрожує знищення природного середовища, поява на островах інвазивних рослин, які витісняють скалезію (Scalesia), а також можливість епізоотії через появу на островах інтродукованих щурів, комарів і паразитичних мух Philornis downsi.